# Delfina Guido
Margarita Beatriz María Felletti García Alonso Cobas, conocida con el nombre artístico de Delfina Guido (Buenos Aires, 19 de julio de 1937 - Bogotá, 17 de abril de 2002) fue una actriz nacida en Argentina nacionalizada colombiana, que desarrolló su carrera en teatro, cine y televisión durante cerca de cuarenta años.

## Biografía
Contrajo matrimonio con el médico colombiano Alfonso Castañeda, con quien tuvo tres hijos. Se radicó en Bogotá en 1963, con la idea de estudiar comunicación social y periodismo, pero al darse cuenta de que podía estudiar actuación terminó inscribiéndose en la escuela de arte dramático El Palomar, siguiendo la carrera de actriz, e interpretando papeles en diversas telenovelas, series, películas y obras de teatro. En televisión participó en Don Chinche, Tentaciones, Los motivos de Lola,
Décimo Grado, 
La pezuña del diablo, Los cuervos, En cuerpo ajeno, Candela, Los pecados de Inés de Hinojosa, Lola Calamidades, La tregua, entre otras. En cine participó en tres largometrajes: El taxista millonario, Tiempo para amar y La estrategia del caracol.
Al darse su repentino retiro de la pantalla chica, se dedicó a su otra gran pasión, el teatro, siendo su último trabajo como directora de la obra de teatro La importancia de llamarse Ernesto en el primer semestre de 2001.
Pero padecía problemas cardíacos desde hacía un tiempo, necesitando así desde el año 2000 su segunda cirugía a corazón abierto, la cual tenía un costo de 12 mil dólares que ella no podía pagar. Al enterarse del delicado estado de salud de la actriz, varios de sus compañeros de sets y de tablas decidieron emprender una campaña para recaudar fondos en pro de la artista. La buena labor dio frutos, pero el corazón de Delfina Guido no resistió.
El 17 de abril de 2002 falleció en el Hospital San Ignacio de Bogotá.
En mayo de 2023 el actor Julián Román la acusó de haberle hecho matoneo en sus inicios en la actuación, con tratos vejatorios de maltrato físico, a lo cual ella le dijo presuntamente después de quejarse "Quiero decirte que yo soy el mundo y vos estás dentro del mundo".

## Premios Obtenidos
India Catalina
- Mejor Actriz de Reparto: La pezuña del diablo
- Mejor Actriz: Los cuervos
- Mejor Actriz de Reparto: "Don Chinche"

Simón Bolívar
- Mejor Actriz de Reparto: El Divino

Festival de Teatro
- Mejor Actriz